# قرية نصر، العراق
قرية نصر هي إحدى بلدات محافظة البصرة في جنوب العراق ، على الضفة الغربية لنهر شط العرب .    تقع قرية نصر عند احداثيات 30.78 شمالا و 47.55 شرقًا . 
يوجد في المدينة أحد الجسور القليلة الممتدة فوق شط العرب. يوجد مزار إسلامي في القرية. المنطقة قريبة من أهوار بلاد ما بين النهرين (أهوار الحمّار )، وكانت تقليديًا موطنًا للعديد من عرب الأهوار.
عانت المنطقة بشكل كبير خلال الحرب الإيرانية العراقية، التي كانت خلالها ساحة معركة رئيسية، وعانت مرة أخرى بعد الانتفاضة العراقية عام 1991.